# .ci
.ci는 코트디부아르의 인터넷 국가 코드 최상위 도메인이다.

## 2차 도메인
다음은 기존의 2차 도메인 이름이다. 필요한 경우 등록 서비스를 통해 더 많은 정보를 추가할 수 있다.
- .org.ci, or.ci – 국제기구
- .com.ci, co.ci – 상업 조직, 비즈니스
- .edu.ci, ed.ci, ac.ci – 교육, 학교, 대학교, 학원
- .net.ci – 네트워크 관련 기업
- .go.ci – 정부 기관